# Oľšavica
Oľšavica és un poble i municipi d'Eslovàquia. Es troba a la regió de Prešov, al nord del país.

## Història
La primera referència escrita de la vila data del 1308.

## Demografia
| Godina             | 1994 | 2004   | 2014    | 2024    |
| ------------------ | ---- | ------ | ------- | ------- |
| Nombre de persones | 343  | 312    | 275     | 232     |
| Diferència         |      | −9,03% | −11,85% | −15,63% |

| Godina             | 2023 | 2024   |
| ------------------ | ---- | ------ |
| Nombre de persones | 236  | 232    |
| Diferència         |      | −1,69% |